# Titularbistum Bitettum
Bitettum (ital.: Bitetto) ist ein Titularbistum der römisch-katholischen Kirche. 
Es geht zurück auf einen Bischofssitz in der Stadt Bitetto, die sich in der italienischen Region Apulien befindet. Er gehörte der Kirchenprovinz Bari an.
| Titularbischöfe von Bitettum |                                                        |                                                                   |                   |                   |
| Nr.                          | Name                                                   | Amt                                                               | von               | bis               |
| 1                            | Enrique Delgado y Gómez Titularerzbischof pro hac vice | Erzbischof von Pamplona-Tudela (Spanien)                          | 23. Juli 1968     | 11. Dezember 1970 |
| 2                            | Benedito de Ulhôa Vieira                               | Weihbischof in São Paulo (Brasilien)                              | 29. November 1971 | 14. Juli 1978     |
| 3                            | Edward Ozorowski                                       | Weihbischof in Vilnius (Litauen) Weihbischof in Białystok (Polen) | 31. Januar 1979   | 21. Oktober 2006  |
| 4                            | Leo Boccardi Titularerzbischof pro hac vice            | Apostolischer Nuntius                                             | 16. Januar 2007   |                   |